# Conacul Procopie Casota
Conacul Procopie Casota este un monument istoric aflat pe teritoriul satului Casota, comuna Glodeanu-Siliștea.
Conacul Casota, construit între 1872 și 1888, este o clădire impunătoare, construită în maniera conacelor de țară franceze de secol XIX, inspirată de castelele de pe valea Loarei. Zona construită are peste 700 metri pătrați, pe patru nivele: o pivniță mare, parterul și primul etaj cu paisprezece camere de primire și de locuit, precum și terase, plus o zonă imediat sub acoperiș, cu un balcon tip turn și o mansardă spațioasă. Clădirea servitorilor, legată de conac printr-un coridor lung, are opt camere încăpătoare.
Destul de bogat decorată, clădirea are în centru un turn înalt, acoperișul conține elemente de inspirație barocă, iar balustradele balcoanelor și casei scărilor sunt realizate din fier forjat de foarte bună calitate. Stâlpii
din lemn sculptat, cu interesante modele țărănești, sprijină culoarul acoperit care leagă conacul de clădirea servitorilor.
Încă de la început, conacul a fost dotat cu instalație de apă curentă și canalizare care, în acea perioadă, reprezentau o raritate și pentru vestul Europei.
În 1905, conacul a fost donat, Eforiei Spitalelor Civile, cu mențiunea ca din uzufructul proprietății să se construiască o școală (care mai există și astăzi) și un spital (distrus de germani în timpul Primului Război Mondial). În perioada comunistă, clădirea a devenit sediu al Cooperativei Agricole de Producție (CAP). După Revoluția din 1989, conacul a trecut în administrarea Consiliului Județean Buzău, până în anul 2003, când este trecut din proprietatea publică în cea privată a județului Buzău.
Atât timp cât conacul a fost în administrarea autorităților publice, domeniul a avut mult de suferit: au fost furate foarte multe obiecte de mare valoare din interiorul conacului, în special elemente de fier forjat originale, care au fost duse la fier vechi, tocurile ferestrelor, din lemn de stejar, obiectele din sticlă, oglinzi, candelabre.
În anul 2006, conacul a fost vândut la licitația cu strigare din data de 2 noiembrie, către o persoană fizică: scoțianul Moray Letham. 
În prezent, conacul este semiabandonat, după ce cumpărătorul scoțian a început un proces de restaurare mult prea costisitor, sistat între timp din lipsă de fonduri.

## Galerie

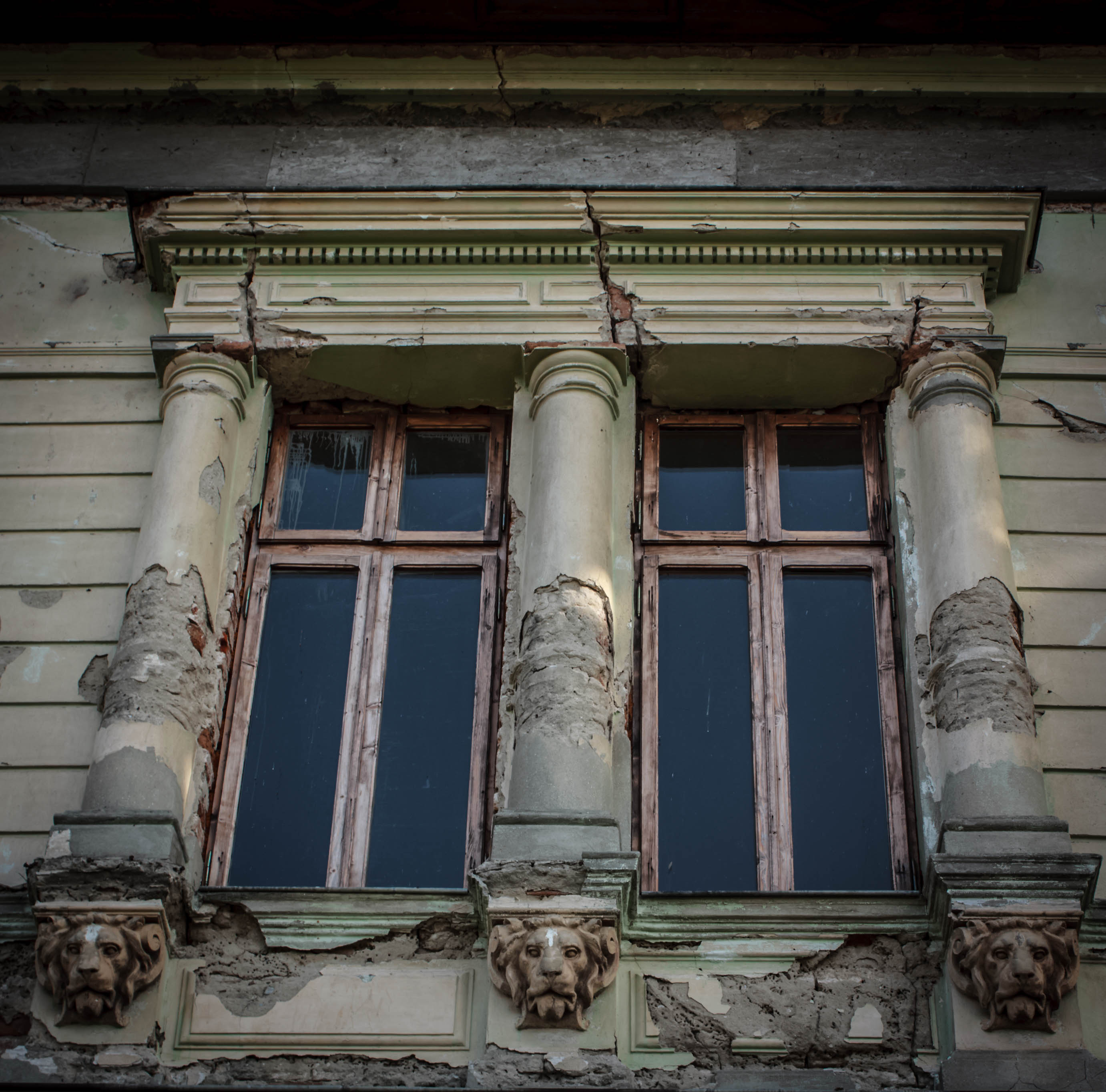
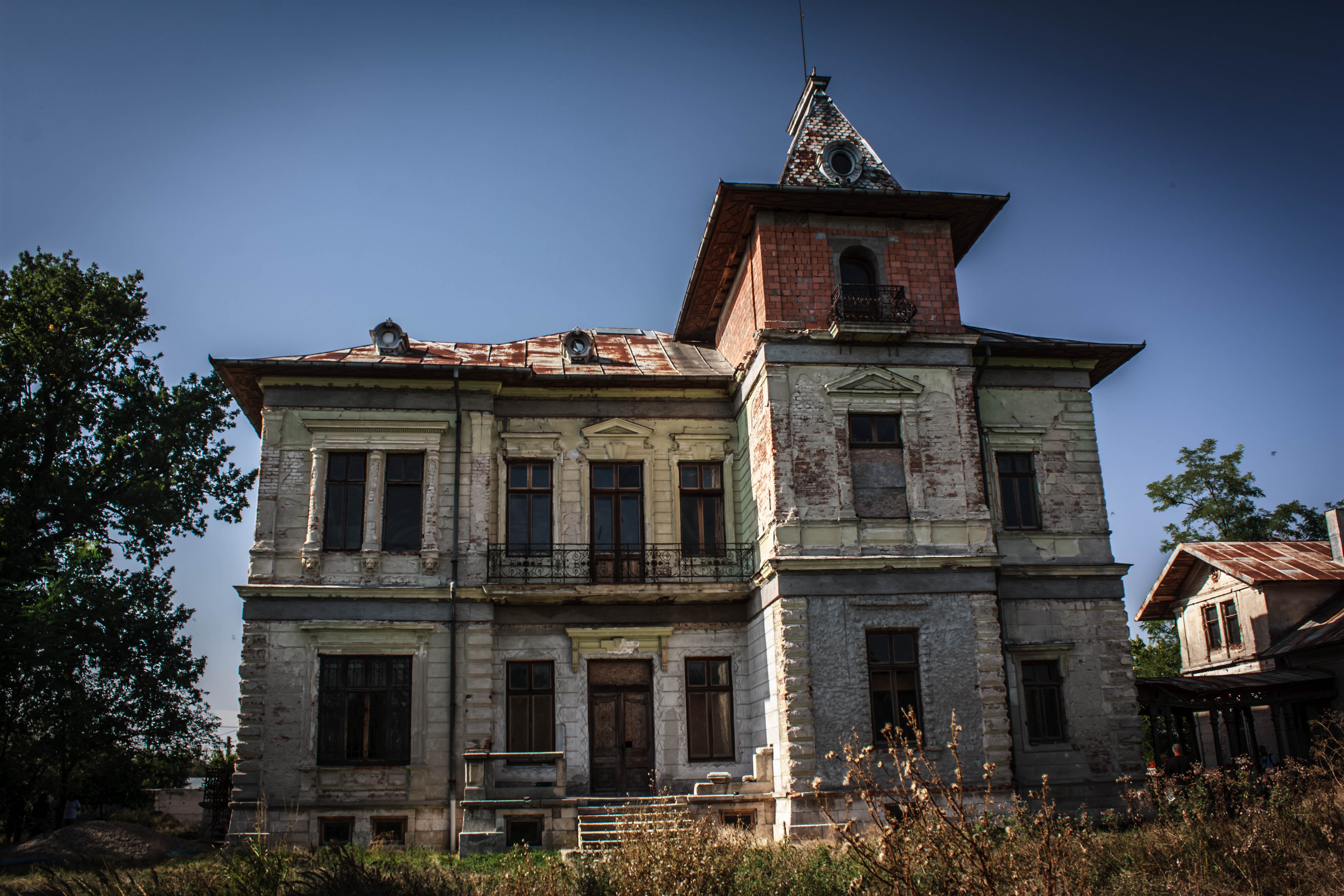
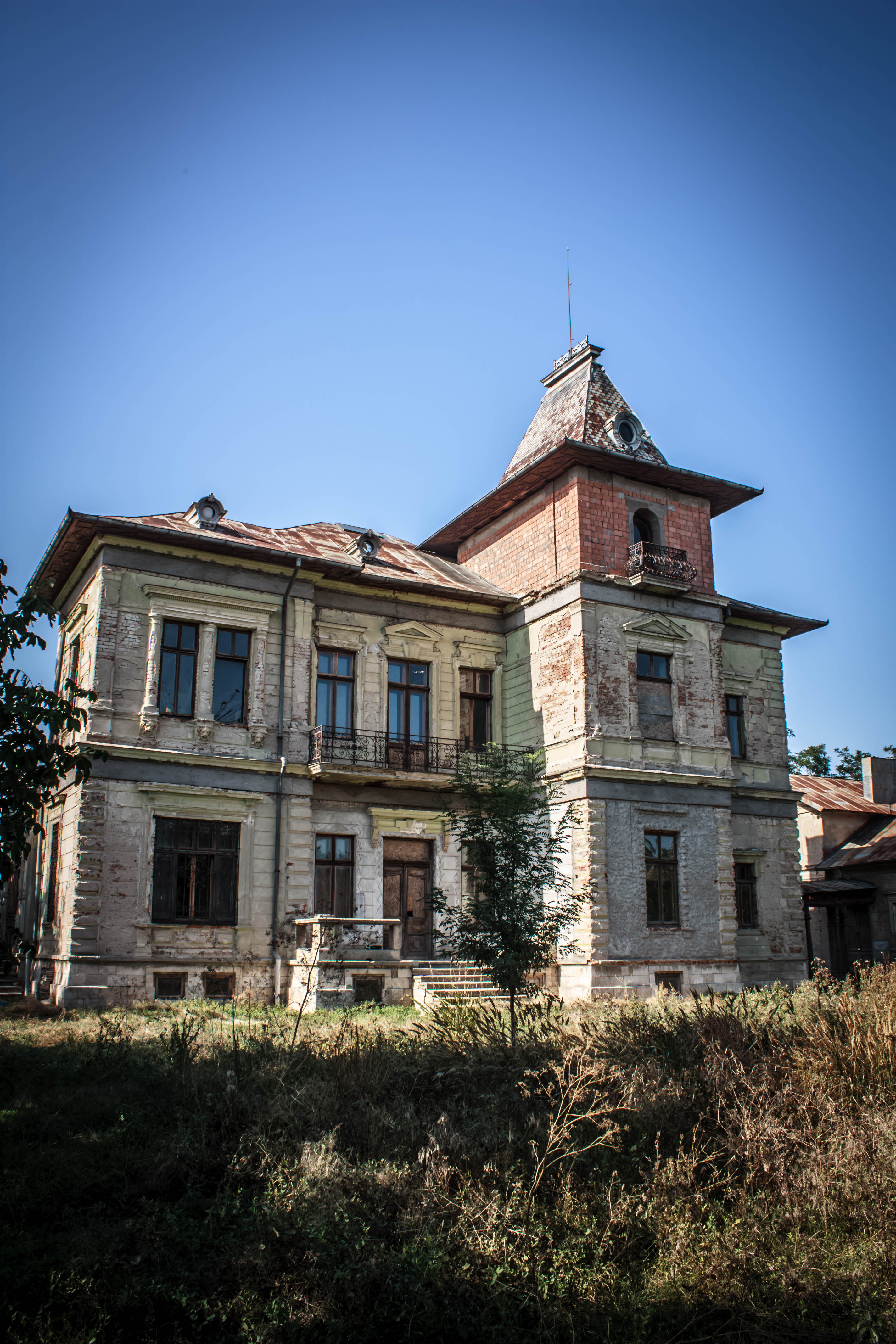
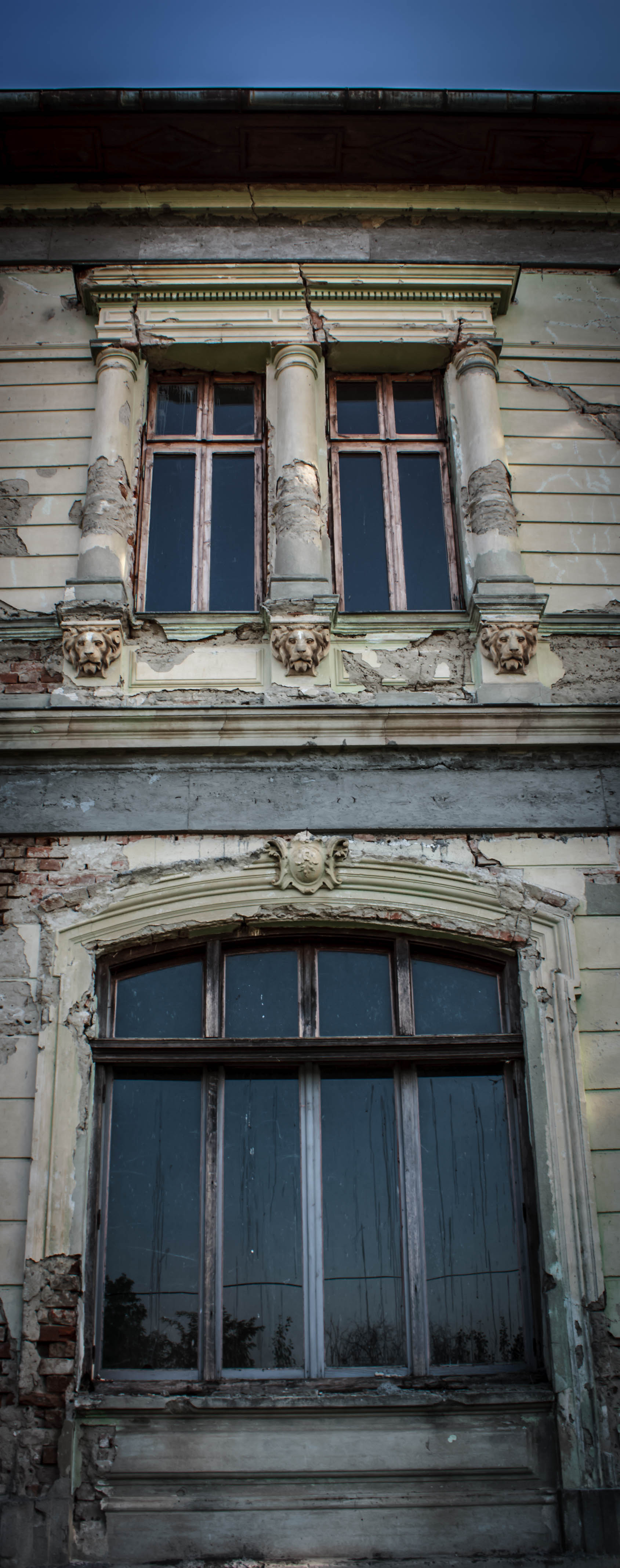
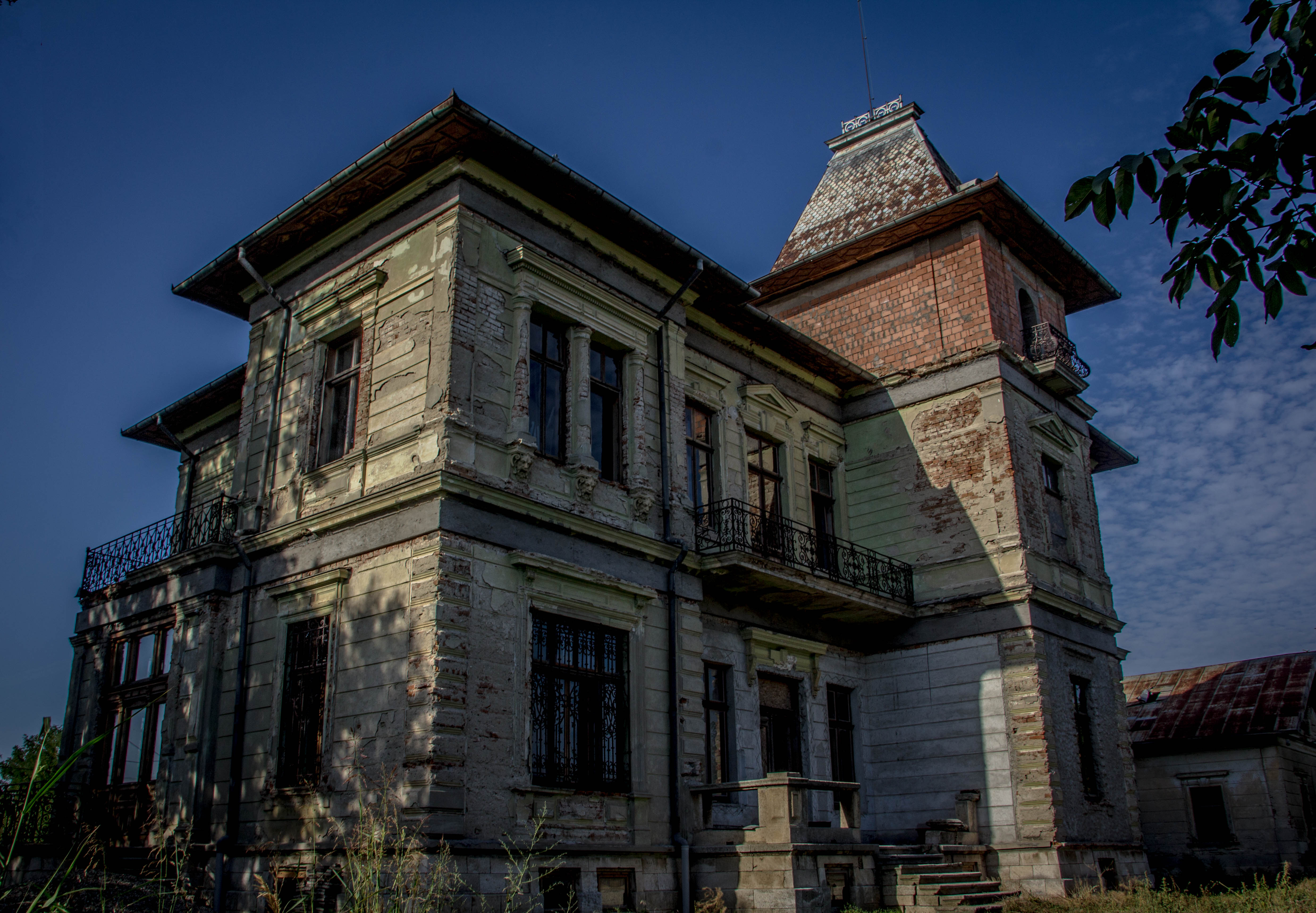
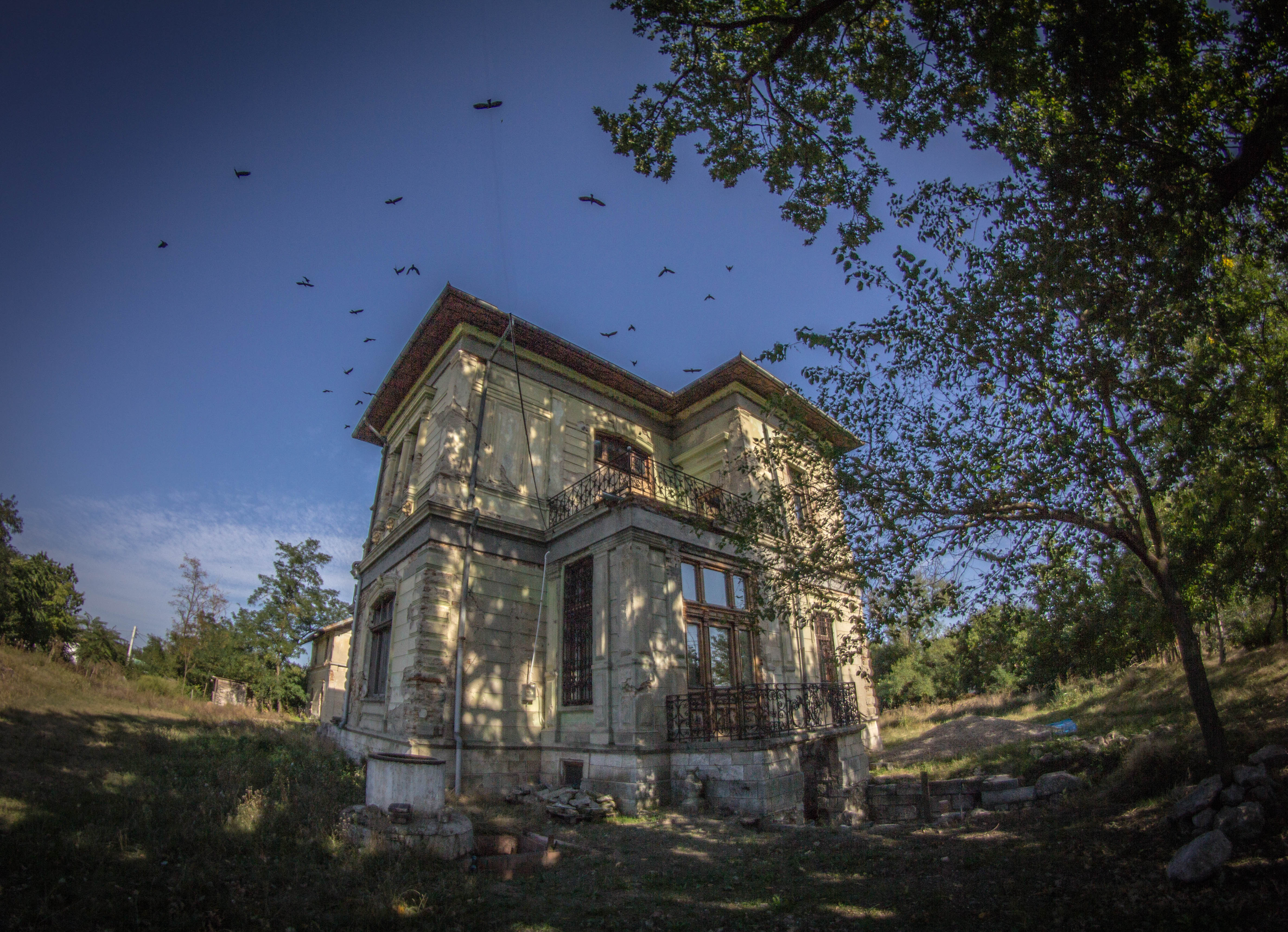
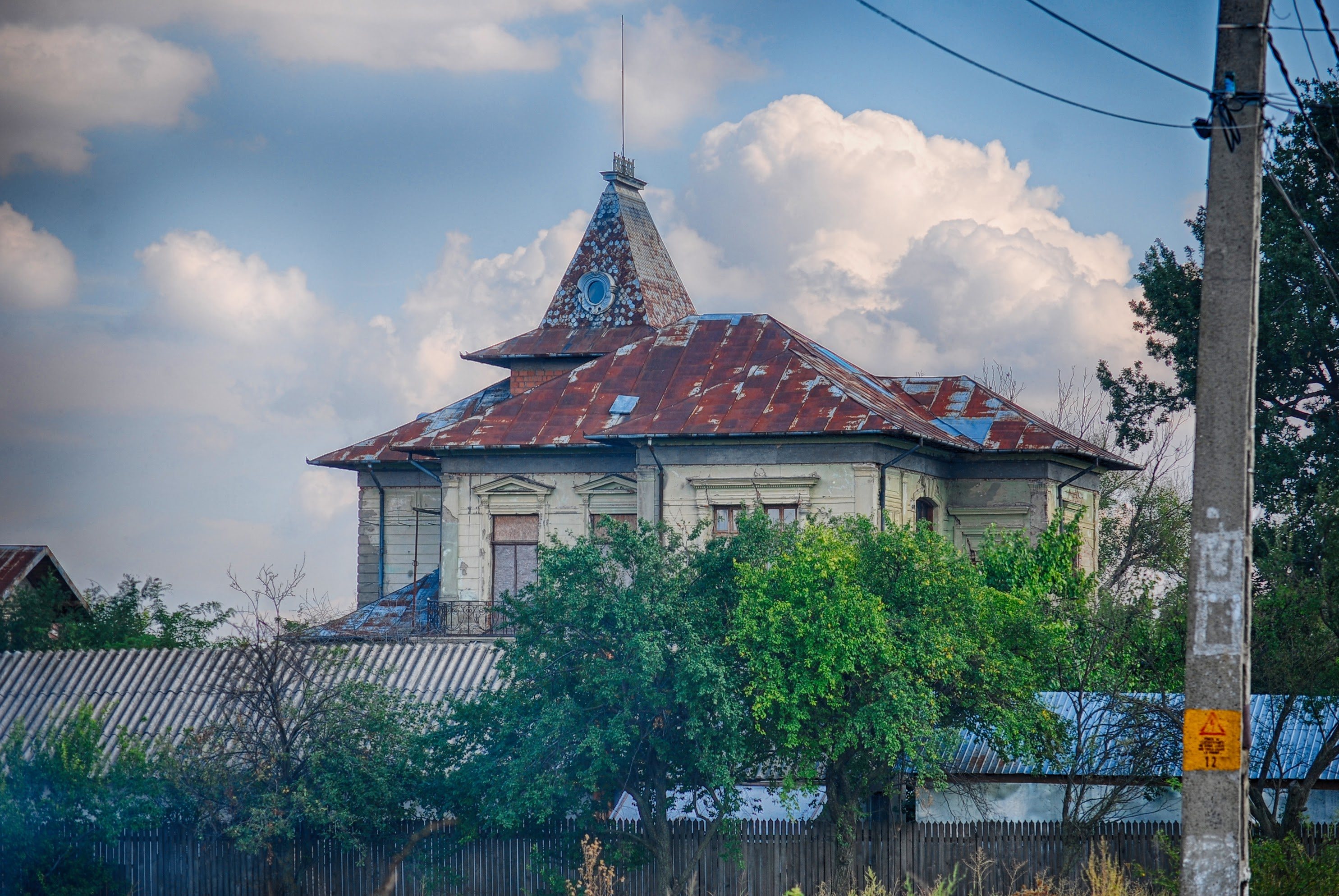
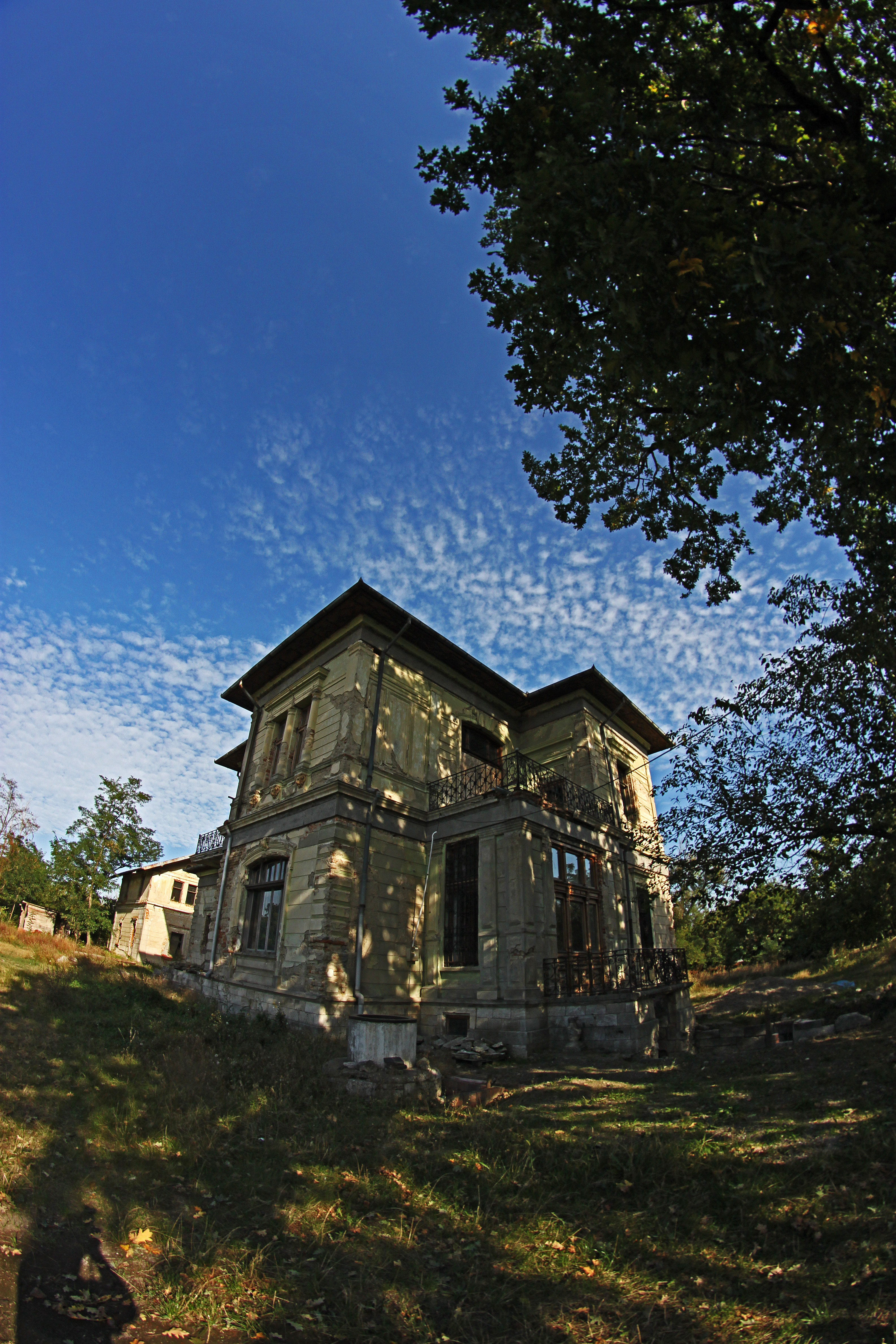